# Ross 128 b

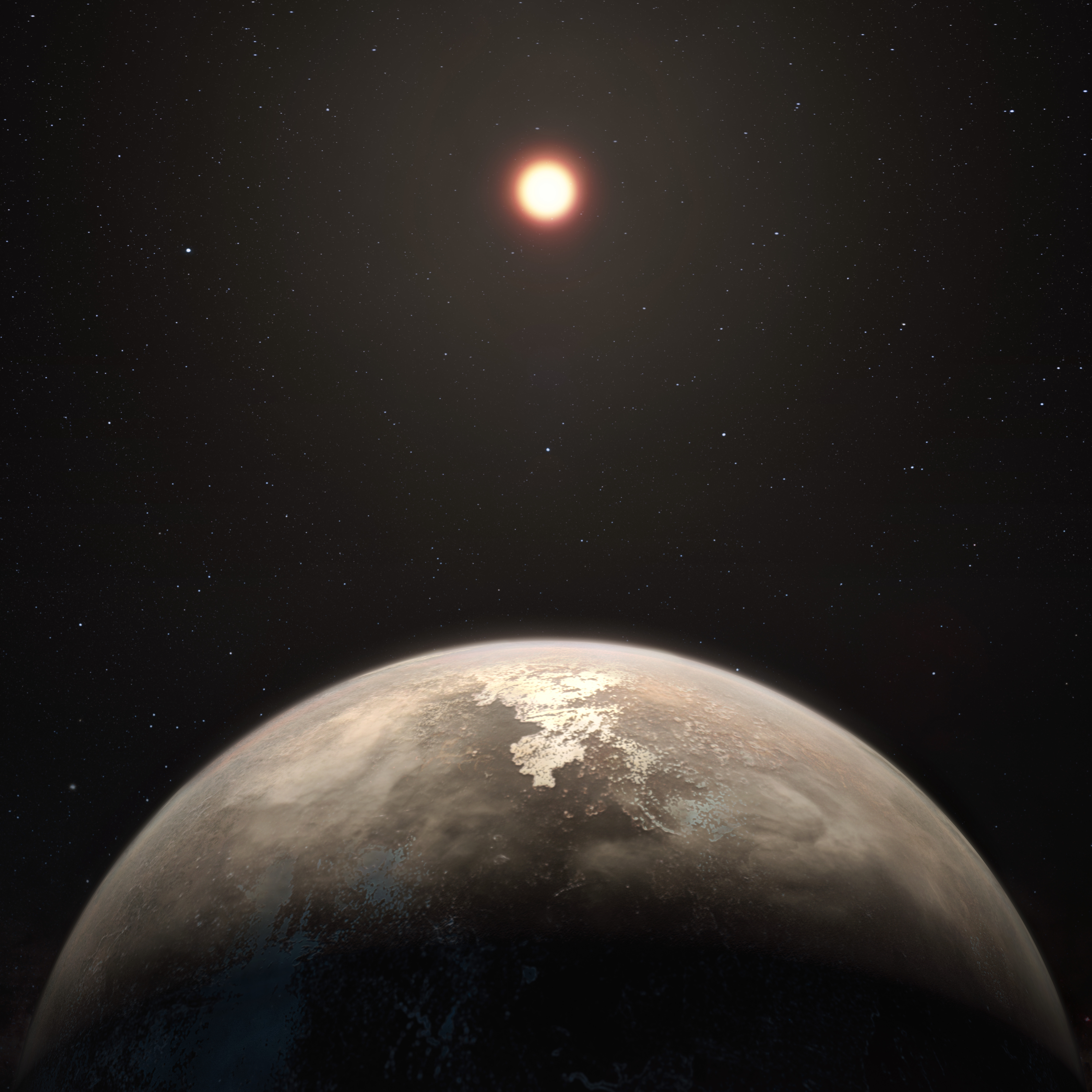
Obra artística que muestra el planeta templado Ross 128 b. En el fondo se ve su estrella madre enana roja.

Ross 128 b  es un exoplaneta del tamaño de la Tierra confirmado, probablemente rocoso, que orbita dentro de la zona habitable interna de la enana roja Ross 128. Es el segundo exoplaneta potencialmente más cercano encontrado, a una distancia de alrededor de 11 años luz; solo Próxima Centauri b está más cerca.
El exoplaneta se encontró utilizando una década de datos de velocidad radial con el espectrógrafo HARPS (buscador de alta precisión de planetas mediante velocidad radial) en el Observatorio de La Silla (en Chile).
Ross 128 b es el exoplaneta potencialmente más cercano que se encuentra cerca de una tranquila enana roja, y es considerado uno de los mejores candidatos para la habitabilidad. El planeta es solo un 35 % más grande que la Tierra, recibe solo un 38 % más de luz solar y se espera que sea una temperatura adecuada para que exista agua líquida en la superficie, si es que tuviera una atmósfera.
El planeta no «transita» su estrella anfitriona, lo que hará que la caracterización atmosférica sea muy difícil hasta que los telescopios más grandes como el European Extremely Large Telescope o el James Webb Space Telescope entren en línea.

## Características
Ubicado a solo 11 años luz de distancia, es el segundo exoplaneta (es decir, que se encuentra fuera del sistema solar) más cercano a la Tierra.
El más cercano, conocido como Próxima b, tiene condiciones menos hospitalarias para la vida. Eso se debe a que orbita la estrella Próxima Centauri, que es conocida por ser una "enana roja" que lanza poderosas erupciones de partículas de radiación que golpean a Próxima b.

## Habitabilidad
No se confirma que Ross 128 b esté orbitando exactamente dentro de la zona habitable. Parece residir dentro del borde interno, ya que recibe aproximadamente un 38 % más de luz solar que la Tierra. La zona habitable se define como la región alrededor de una estrella donde las temperaturas son las adecuadas para un planeta con una atmósfera lo suficientemente gruesa como para soportar el agua líquida, un ingrediente clave en el desarrollo de la vida.
Con su flujo estelar moderadamente alto, Ross 128 b probablemente sea más propenso a la pérdida de agua, principalmente en el lado que da directamente a la estrella. Sin embargo, una atmósfera parecida a la Tierra, suponiendo que exista, podría distribuir la energía recibida de la estrella alrededor del planeta y permitir que más áreas potencialmente contengan agua líquida. 
El autor del estudio, Xavier Bonfils, señaló la posibilidad de una importante capa de nubes en el lado que mira hacia las estrellas, lo que bloquearía la entrada de mucha energía estelar y ayudaría a mantener el planeta fresco. Se calcula que tiene una temperatura de al menos 280 K, con un valor de Índice de similitud de la Tierra (ESI) de 0,86 - empatado en el tercero más alto de cualquier planeta con GJ 3323 b.
El planeta es considerado como uno de los mundos más parecidos a la Tierra jamás encontrados en relación con las temperaturas, el tamaño y la estrella anfitriona más bien tranquila. Ross 128 b tiene una masa muy similar a la de la Tierra, solo alrededor de un 35 % más grande, y es probable que tenga un 10 % más de radio. La gravedad en el planeta sería solo un poco más alta. Además, su estrella anfitriona, Ross 128, es una estrella evolucionada con una actividad estelar estable. Muchas enanas rojas como Próxima Centauri y TRAPPIST-1 son propensas a liberar fulguraciones potencialmente mortales causadas por poderosos campos magnéticos. Miles de millones de años de exposición a estas erupciones pueden despojar a un planeta de su atmósfera y volverlo estéril, con cantidades posiblemente peligrosas de radiación. Mientras Ross 128 es conocido por producir tales bengalas, son mucho menos comunes y menos poderosas que las de las estrellas mencionadas anteriormente. Esto reduce las probabilidades de erosión atmosférica (si Ross 128 b tuviera atmósfera) y aumentaría las probabilidades de su retención sobre escalas de tiempo geológicas.
A partir de 2017, aún no es posible determinar si Ross 128 b tiene una atmósfera porque no «transita» delante de la estrella. Sin embargo, las próximas misiones como el telescopio espacial James Webb y los próximos telescopios terrestres masivos, como el Telescopio de Treinta Metros y el Telescopio Extremadamente Grande europeo, pueden potencialmente analizar la atmósfera de Ross 128 b, si tuviera una atmósfiera, sin la necesidad de un tránsito. El objetivo sería encontrar las biofirmas en la atmósfera del planeta, que son sustancias químicas como el oxígeno, el ozono y el metano, que a menudo se crean mediante procesos biológicos.